# Abraxas bifasciata
Abraxas bifasciata là một loài bướm đêm trong họ Geometridae.